# クランジ競馬場
クランジ競馬場（くらんじけいばじょう、Kranji Race Course）は、シンガポールのシンガポール島北西のクランジに位置するシンガポールターフクラブが所有していた競馬場である。
シンガポールで唯一の競馬場であった。現地では、調教師として高岡秀行（元ホッカイドウ競馬所属）が厩舎を構えていた。

## 歴史
- 1999年 シンガポール政府から立ち退き命令を受けたブキッ・ティマ競馬場の替わりに開場。
- 2000年 第1回シンガポール航空インターナショナルカップを開催。
- 2003年 重症急性呼吸器症候群(SARS)の流行により開催を一時中止。
- 2024年10月5日 この日の開催を最後にシンガポールでの競馬開催を終了した[1]。
- 2027年 再開発のため、シンガポール政府に土地が返還される予定[1]。

## コース
- 全コース左回りで本馬場の芝コースは1周外回りが2000m・直線500m、内回りが1800m・直線400m、最後の直線約280m付近から0.2%の傾斜が続く。
- 内側のコースは1周1500m・直線約380m。2008年前半までファイバーサンドが設置されていたが、全面的にポリトラックに変更された。

## 主な競走
- ライオンシティカップ
- シンガポールダービー
- ラッフルズカップ
- シンガポールゴールドカップ
- クランジマイル
- シンガポールギニー
- クイーンエリザベス2世カップ[2]
- シンガポールクラシック（国際G3・2004年廃止）
- シンガポール航空インターナショナルカップ（国際G1・2015年廃止）
- クリスフライヤーインターナショナルスプリント（国際G1・2015年廃止）
- シンガポールカップ[3]（国内G1・2015年廃止）
- チャリティーボウル（国内G1・2018年廃止）

## アクセス
シンガポールMRT・クランジ駅から徒歩5分。クランジ駅のバスターミナルには、マレーシアのジョホール・バルから出発するバスも到着する。